# Serra de Collserola
Serra de Collserola (katalanskt uttal: [ˈsɛrə ðə ˌkɔʎsəˈɾɔlə]), eller helt enkelt Collserola, är en bergskedja i Spanien. Den är en del av det katalanska kustområdet och avgränsar Barcelona från inlandet. 
Bergskedjan Collserola sträcker sig mellan floderna Besòs i öster och Llobregat i väster, med en yta på cirka 11 000 hektar. Den skiljer Barcelonas slätt från Vallèssänkan och kulminerar med en höjd av 516,2 m ö.h. (toppen av berget Tibidabo). Andra viktiga toppar är Turó del Puig (477,2 m ö.h.), Puig d'Olorda (436,4 m ö.h.), Turó de Valldaura (421,3 m ö.h.), Turó de la Magarola (eller Maltall) (431 m ö.h.), Sant Pere Mártir (389 m ö.h.) och Puig Madrona (342 m ö.h.).

## Namn
Namnet Collserola kommer från "Coll (de) s'Erola". 'erola' är en slät yta på toppen av ett berg.

## Parc de Collserola

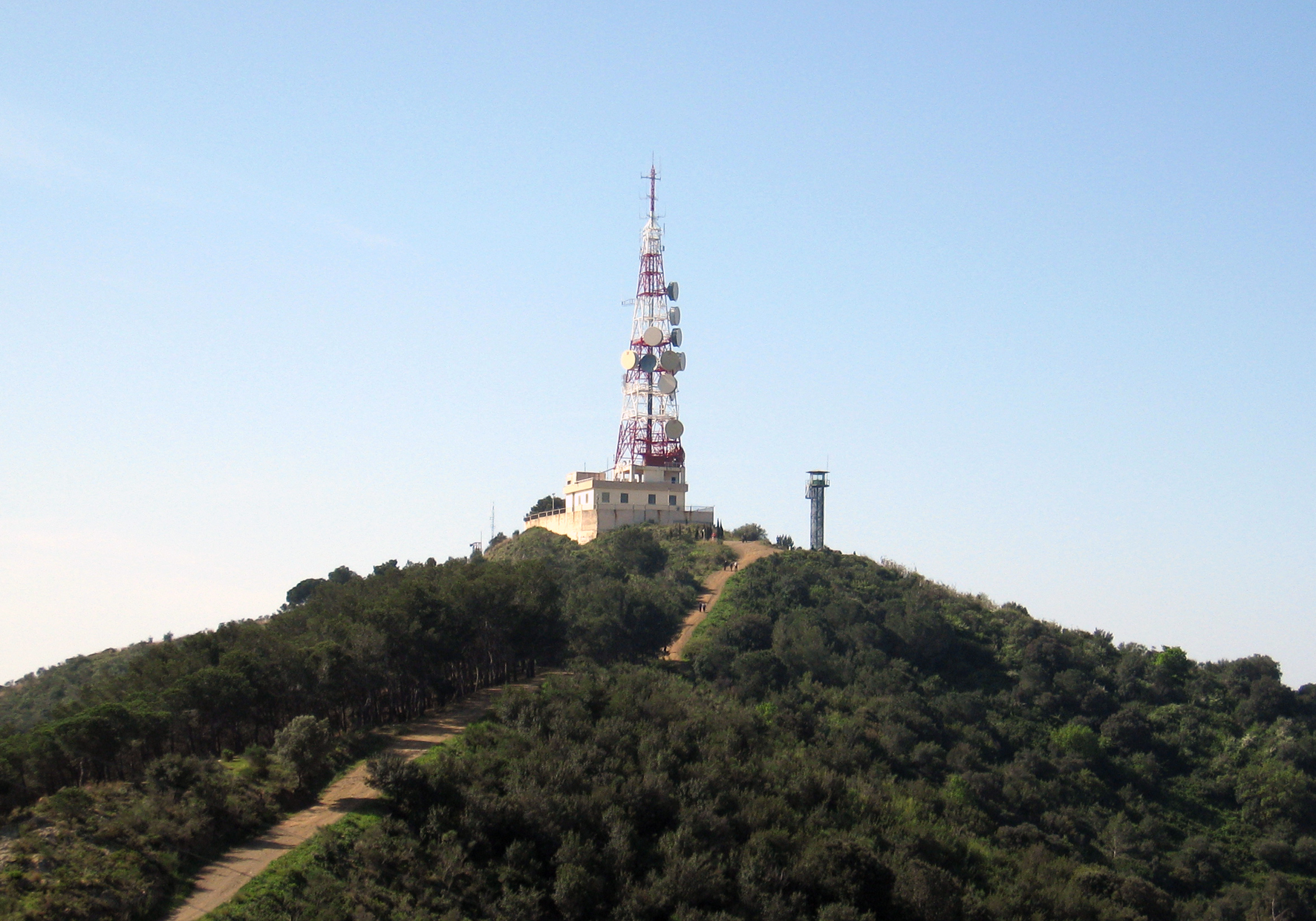
Puig d'Ossa eller Sant Pere Màrtir i Serra de Collserola, med Torre de Collserola.

För att bevara området etablerades 1987 Parc de Collserola, som har en yta på 84,65 km². Det är en av de största storstadsparkerna i världen – åtta gånger större än Bois de Boulogne i Paris och 22 gånger större än Central Park i New York. Parken innehåller sådan flora och fauna som finns naturligt i medelhavsskogen. 
Människan har gjort avtryck i Collserola. Det gäller inte bara när det förändringen av landskapet utan också i mängden arkeologiska lämningar och byggnader som finns där, och detta utgör ett mycket värdefullt arv. I parken har över tusen stora växter och ett trettiotal växtsamhällen katalogiserats; där finns skogar av aleppotall, vintergröna ekmarker, flodskogar, macchia, buskmarker och gräsmarker. Denna mångfald möjliggör förekomsten av ett rikt och varierat djurliv, med vildsvin, rödräv, genett, stenmård, grävling, kanin och ekorre; blåmesar, törnsångare, trädkrypare, hackspettar, biätare, duvor, sparvhök och råttfångande örnar; vattensalamandrar, västlig lövgroda, paddor, iberisk bäcksköldpadda, jättesköldpadda, pärlödla, ormar med mera.
På Vilanakullen, på 445 m, står Torre de Collserola (Collserolatornet), ett telekommunikationstorn byggt 1992 för användning till Olympiska sommarspelen 1992. Det är 288,4 meter högt och byggdes av den brittiske arkitekten Norman Foster.
Collserolaparken används flitigt av invånarna i Barcelona och de andra städerna som gränsar till den. Den är populär för promenader, cykling och fågelskådning. Det finns många restauranger dit familjer går under helgerna. En stig som följer Collserola, känd som Carretera de les Aigües (Vattenvägen), har förbättrats avsevärt för cyklister. Barcelonas stadsplan avser att infoga den i en cykelbana som sträcker sig runt staden.